# Checer Adar
Checer Adar (hebrejsky: חצר אדר,anglicky: Hetzer Adar) byla izraelská osada v bloku osad Chevel Jamit nacházející se v severovýchodním cípu Sinajského poloostrova poblíž města Jamit. Vesnice byla založena v prosinci 1981 v době, kdy již platila Egyptsko-izraelská mírová smlouva, která předpokládala vyklizení izraelských osad na Sinaji a jejich návrat pod egyptskou suverenitu. Založení Checer Adar tak bylo gestem osadníků, kteří chtěli rozhodnutí izraelské vlády o stažení ze Sinaje zvrátit. Vesnice byla ale nakonec skutečně vystěhována v roce 1982. Místní osadníci se celkem pětkrát po vyhnání vrátili zpět, až byla osada nakonec zbořena armádou.